# III Liceum Ogólnokształcące im. Mikołaja Kopernika w Olsztynie
III Liceum Ogólnokształcące im. Mikołaja Kopernika w Olsztynie – publiczna szkoła średnia, utworzona na mocy zarządzenia Kuratora Okręgu Szkolnego w Olsztynie z dnia 15 lipca 1964 r.

## Historia
1 IX 1964 – rozpoczęcie działalności liceum,
1 IX 1969 – przyjęcie szkoły w poczet Szkół Stowarzyszonych w UNESCO,
1 IX 1970 – powstanie 3-letniego Liceum Ogólnokształcącego dla Pracujących,
24 IV 1971 – nadanie szkole imienia Mikołaja Kopernika,
12 VI 1971 – I Zlot Kopernikowski,
31 VII 1977 – 3-letnie Liceum Ogólnokształcące dla Pracujących przestaje istnieć,
1 IX 1977 – powołanie do życia Zespołu Szkół Ogólnokształcących nr 1 im. Mikołaja Kopernika (LO III i SP 5),
X 1978 – potwierdzenie certyfikatem przez Dyrektora Generalnego UNESCO przynależności III LO do szkół stowarzyszonych w tej organizacji,
21 III 1981 – likwidacja Zespołu Szkół Ogólnokształcących nr 1,
24 I 1987 – uhonorowanie szkoły Medalem 15-lecia Olimpiady Biologicznej,
9 IX 1996 – zatwierdzenie przez Ambasadę Francji w Polsce współpracy między III LO a Lycee Rabelais,
12 X 1998 – podpisanie porozumienia o wymianie młodzieży między III LO a Oken-Gymnasium w Offenburgu,
5 X 2001 – podpisanie umowy o współpracy między III LO a Polską Szkołą Średnią im. W. Syrokomli w Wilnie,
9 X 2001 – rejestracja Stowarzyszenia Absolwentów i Przyjaciół III LO
2004 – obchody 40-lecia III LO

## Dyrektorzy szkoły
- Jan Kujawski (1964–1975)
- Robert Zawadzki (1975–1992)
- Witold Karpiński (1992–2007)
- Danuta Gomolińska (od 2007)

## Znani absolwenci
- Andrzej Arciszewski – aktor lalkarz
- Kazimierz Brakoniecki – poeta, eseista i krytyk literacki
- Anna Samusionek – aktorka
- Piotr Bałtroczyk – dziennikarz, konferansjer, satyryk, prezenter telewizyjny i radiowy
- Cezary Stypułkowski
- Janusz Połom – reżyser filmowy, poeta
- Alicja Bykowska-Salczyńska – poetka
- Jerzy Ignaciuk – poeta
- Beata Krupska-Tyszkiewicz
- Sebastian Florek – poseł na Sejm IV kadencji
- Maciej Zieliński – sportowiec (koszykarz)
- Michał Burczyński – sportowiec (bojery)
- Wojciech Łozowski – prezenter telewizji MTV, wokalista zespołu Afromental
- Piotr Wiwczarek – lider grupy Vader
- Mateusz Obarek – grafik[1]
- Marek Załęski – chirurg pediatra, reformator służby zdrowia

## Uczniowie fikcyjni
- Magdalena Miłowicz, bohaterka serialu Magda M.
- Agata Bielecka, bohaterka serialu Magda M.